# روزا شانينا
روزا يجورافنا شانينا (بالروسية: Ро́за Его́ровна Ша́нина) (أبريل 1924 – 28 يناير 1945)، كانت قناصة سوفيتية خلال الحرب العالمية الثانية، اقتنصت 59 جندياً ألمانياً من ضمنهم 12 في معركة فيلنيوس، روزا تطوعت في الجيش بعد وفاة شقيقها عام 1941 واختارت أن تكون رامية في مقدمة الجبهة، شانينا اشتهرت ببراعتها بالقنص واشتهرت بقدرتها على اقتناص هدفين برصاصة واحدة فضلاً عن براعتها في استهداف الأهداف المتحركة وهي قدرات لا يتقنها إلّا الموهوبون في القنص ، كانت صحف الحلفاء تصفها بـ (الرعب المغيب في بروسيا الشرقية) روزا كانت أول قناصة تمنح وسام المجد، قُتلت في معركة هجوم بروسيا الشرقية 1945، عندما كانت تحاول حمل ضابط مدفعية مصاب لكنها أُصيبت إصابة بليغة بشظية وتوفيت في اليوم التالي، خلال خدمتها في الجبهة كانت روزا تكتب في دفتر يومياتها عن حصيلة قتلاها من الألمان وعن الحياة اليومية في الجبهة وقد نشر دفتر يومياتها عام 1965.

## النشأة
ولدت روزا في 3 ابريل 1924 في قرية يلدما التابعة لأقليم أرخانغلسك، لأسرة مكوّنة من 6 أطفال، لأم فلاحة تُدعى آنا الكسيفنا وأب يُدعى غيورغي ميخائلوفيتش شانينا وهو محارب سابق في الحرب العالمية الاولى، وقيل إنها سُمّيت روزا تيمّناً بالثورية الشيوعية الالمانية روزا لوكسمبورغ، روزا كانت متوسطة الطول مع شعر بني طويل وعيون زرقاء، كانت تتحدث اللهجة الروسية الشمالية، بعد إكمالها الصفوف الأربعة الأولى في المرحلة الابتدائية واصلت دراستها في قرية بيريزنيك.ولم تكن هناك وسائل نقل في تلك القرية الأمر الذي أجبرها على السير 8 أميال للوصول إلى المدرسة المتوسطة، وفي يوم السبت كانت تعود إلى القرية للعناية بخالتها المريضة،
في سن الرابعة عشرة، شانينا، وقفت ضد رغبات والديها، سافرت في رحلة طولها 200 كم عبر غابات الصنوبر للوصول إلى محطة السكك الحديدية ومنها تسافر إلى أرخانجيلسك للدراسة في الكلية هناك، شانينا غادرت المنزل مع القليل من المال وبلا ممتلكات، وقبل أن تنتقل إلى الكلية الداخلية عاشت مع أخيها الأكبر فيودور. وفي وقت لاحق كانت روزا قد ذكرت في يومياتها الأيام التي عاشتها في أرخانجيلسك، وقد ذكرت صديقتها سامسونوفا أن روزا كانت تعود من صديقاتها في حي أوستيانسكي إلى الكلية الداخلية في الساعة 02:00 و03:00 ص. وفي ذلك الوقت كانت أبواب الكلية مغلقة الأمر الذي يجعل زملائها يمدون لها الشراشف من النافذة لمساعدتها في الصعود إلى الأعلى وفي عام 1938، أصبحت شانينا عضوة في حركة الشباب السوفيتي (الكومسومول) بعد عامين، كانت الدولة السوفيتية تستعد للدخول في الحرب الوشيكة ونتيجة لذلك قطعت المنح الدراسية ووجهت اهتمامها على الإنفاق العسكري، عندئذ كانت شانينا تتلقى الدعم المالي القليل من المنزل، وفي 11 سبتمبر 1941، حصلت على وظيفة في رياض الأطفال في أرخانجلسك، درست في المساء، وعملت في رياض الأطفال أثناء النهار. الأطفال كانوا يحبون شانينا أما الآباء فكانوا يقدرونها، شانينا لم تستطع إكمال الجامعة بسبب الحرب وتركت الجامعة في العام الدراسي 1941-1942 عندما كان الاتحاد السوفيتي يخوض الحرب ضد المانيا النازية.

## نداء الواجب
في أعقاب الغزو الألماني للاتحاد السوفيتي، أرخانجيلسك كانت تقصف من طائرات الفتوافا الألمانية، أما شانينا وسائر أهالي البلدة شاركوا في إطفاء الحرائق وفي مختلف الأعمال التطوعية. شقيق شانينا الأكبر كان قد تطوّع في الجيش. وفي ديسمبر 1941، تلقّت شانينا إشعاراً بموت شقيقها البالغ من العمر 19 سنة ميخائيل، الذي توفي أثناء «حصار لينينغراد». ردا على ذلك، ذهبت شانينا للمفوضية العسكرية من أجل التطوع في الجيش، اثنان من أشقّاء شانينا كانوا قد توفوا أثناء الحرب، في ذلك الوقت كان الاتحاد السوفيتي قد بدأ بتجنيد النساء وتدريبهن على القناصة حيث كانوا يعتقدون أن القنص هو أسهل وظيفة يمكن للمرأة تنفيذها في الجيش، وفي فبراير 1942 قام السوفيت بتجنيد النساء ممن تتراوح أعمارهن بين 16-45 للخدمة العسكرية، شانينا تلقّت تدريباً عسكرياً وقبلت في برنامج فسيفوبوتش للتدريب العسكري وبعد إكمالها التدريب التحقت بأكاديمية القنص للإناث وهناك تعرّفت على ساشا وكاليا وكاليريا اللتين أصبحن أقرب صديقاتها وكانت تصفهم «بالثلاثة المشردين»، بعد فترة تخرجت شانينا من الأكاديمية مع مرتبة الشرف وقد عُرض عليها البقاء كـ مدرب ولكنها رفضت وقررت الالتحاق بالجبهة، خلال الأعوام 1941-1945 كان الاتحاد السوفيتي قد جنّد 2,484 من القناصة الإناث اقتنصوا على أقل تقدير 11,280 ألماني أغلبهم ضباط
وبعد الانتصار التاريخي في معركة ستالينغراد شرعت القوات السوفيتية القيام بهجمات مضادة على طول الجبهة وفي 2 ابريل 1944 أصبحت شانينا قائدة فصيلة القناصة الإناث في الشعبة 184 , بعد ثلاثة أيام في جنوب شرق فيتبسك شانينا قتلت أول جندي ألماني، يذكر أحد الجنود تلك اللحظة بأن شانينا ركضت نحو الخندق وقفزت فية لترى الجثة ثم صاحت «لقد قتلت واحداً»، بعد سبعة أشهر كتبت شانينا في يومياتها أنها الآن تقتل الأعداء بدم بارد وأن حياتها كلها مكرّسة لهذا الهدف ألا وهو اصطياد الألمان وقد ذكرت لو أن الزمن عاد بها فسوف تنضم لأكاديمية القنص وتلتحق بالجبهة مرة أخرى، بسبب دورها في معركة كوزي في سمولينسك مُنحت أول وسام عسكري وهو وسام المجد من الدرجة الثالثة وفي 17 ابريل 1944 شانينا أصبحت أول قناصة سوفيتية يتم منحها هذا الوسام، ووفقاً لتقرير الرائد ديجتيارييف (قائد الشعبة 184) فإن شانينا اقتنصت 13 جندي ألماني في حين تعرّضت لنيران المدفعية والرشاشات وفي نفس العام ظهرت صورة شانينا في الصفحة الأولى من صحيفة فراجا السوفيتية
وعندما بدأت «عملية باغراتيون» في منطقة فيتيبسك في 22 يونيو 1944 قررت القيادة السوفيتية سحب القناصيين من الجبهة وعدم إدخالهم في المعارك ذات المساحات المفتوحة، فقط في معارك المدن، وعلى الرغم من القرار السوفيتي طلبت شانينا ارسالها إلى الجبهة، لكن القيادة رفضت ورغم ذلك التحقت شانينا بالجبهة مما عرّضها لخطر المحاكمة العسكرية، وكانت قد كتبت رسالة خاصة إلى جوزيف ستالين تترجى فيها الالتحاق بالجبهة وقد وافق ستالين على طلبها، من 26 إلى 28 يونيو 1944، شاركت شانينا في القضاء على القوات الألمانية المحاصرة قرب فيتيبسك، وفي نفس العام شاركت شانينا في معركة فيلنيوس التي كانت تحت الاحتلال الألماني منذ 24 يوليو 1941 ، تم طرد الألمان أخيرا من فيلنيوس في 13 يوليو 1944 وقد تمكّنت شانينا في تلك المعركة من أسر 3 جنود ألمان، في تلك الفترة كانت شانينا تغادر مقر الوحدة العسكرية وتذهب إلى المناطق المجاورة لغرض اصطياد الالمان، في الفجر كانت تزحف في خندق موحل للوصول إلى حفرة مموهة وتنتظر وصول الألمان وقد ذكرت في يومياتها:(المطلب اللامشروط لخداع العدو وقتلة أصبح قانوناً مبرماً في صيدي) في إحدى المرات قامت بقتل قناص الماني مختبئ في إحدى الأشجار، انتظرت من الفجر حتى طلوع الشمس عندها ظهر انعكاس الضوء في ناظور القناص الذي يحملة الجندي الألماني في إحدى الأشجار، عندئذ أطلقت عليه النار ليسقط جثة هامدة من الشجرة، وفي إحدى الاشتباكات أطلقت شانينا النار من رشاش نصف أوتوماتيكي

## اليوميات
شانينا استمتعت بالكتابة وكانت دائما ما ترسل رسائل إلى قريتها وصديقاتها في أرخانجلسك، كانت قد بدأت بكتابة يومياتها على الرغم من منع كتابة اليوميات في الجيش الأحمر وذلك حفاظاً على سرية المعلومات العسكرية خوفاً من وقوعها بيد العدو، إلّا أنها احتفظت بدفتر يومياتها وظلّت تدوّن فيه من 6 أاكتوبر 1944 إلى 24 يناير 1945 ، بعد وفاة شانينا قام المراسل الحربي بيوتر مولتشانوف بالاحتفاظ بيومياتها لعشرين عاماً في كييف، وقد تم نشر نسخة مختصرة من يومياتها في مجلة يانست عام 1965 أما النسخة الأصلية فقد أُرسلت إلى متحف في أرخانجيلست وقد تم نشر عدة رسائل لشانينا مع عيّنة من سجل القنص الخاص بها.

## بروسيا الشرقية
في أغسطس 1944 كانت القوات السوفيتية قد وصلت إلى الحدود مع بروسيا الشرقية وقبل 31 أغسطس من هذا العام وصل رصيد شانينا إلى 42 قتيل وفي الشهر التالي عبرو نهر سيسيب وبذلك كانوا أول وحدة عسكرية سوفيتية تدخل بروسيا الشرقية، في ذلك الوقت نشرت صحيفتان كنديتان خبراً مفادة ان روزا شانينا قتلت 5 جنود المان في يوم واحد عندما كانت جاثمة في مخباء للقناصة، وفي وقت لاحق من سبتمبر أصبح رصيد شانينا 46 قتيلاً، من ضمنهم 22 جندياً في شرق بروسيا وفي 17 سبتمبر ارتفع العدد ليصل إلى 51 جندي، في اواسط عام 1944 اعطيت شانينا إجازة قصيرة وزارت ارخاجيلسك ثم عادت إلى الجبهة في 17 اكتوبر ثم حصلت على شهادة تقديرية من اللجنة المركزية للكومسومول وفي 16 سبتمبر 1944 منحت شانينا وسام المجد من الدرجة الثانية وذلك لشجاعتها ومشاركتها في مختلف المعارك ضد الالمان في تلك السنة، في 26 أكتوبر 1944 شانينا أصبحت مؤهلة للحصول على وسام المجد من الدرجة الأولى لدورها في صد الهجوم الالماني المضاد بالقرب من شولسبيرغ (الآن دوبروفولسك)، ولكن في نهاية المطاف حصلت على وسام الشجاعة بدلاً من ذلك.
وفي 26 اكتوبر شانينا قاتلت بجانب النقيب ايغور عاسيف بطل الاتحاد السوفيتي وشهدت وفاتة، في 16 يناير استعاد السوفيت شولسبيرغ من الالمان وذلك أثناء عملية إينستيربورج،
في 12 ديسمبر 1944 اصاب قناص الماني شانينا برصاصة في كتفها وقد ذكرت في يومياتها انها لم تشعر بالألم (شعرت بأن كتفي قد اصيب بشيء حار) وعلى الرغم من انها وصفت الإصابة بـ«ثقبين صغيرين» لكنها كانت بحاجة إلى عملية جراحية وذكرت في يومياتها انها رأت نفسها مقتولة في أحد الكوابيس بنفس المكان الذي اصيبت بة، بعد تلقيها العلاج سمح لها بالعودة والقتال في الخط الامامي للجبهة وبعد خمسة أيام أطلق السوفيت هجوم لاحتلال بروسيا الشرقية الأمر الذي ادى إلى تصاعد حدة المعارك، في تلك الفترة كانت روزا قد اردت بذلة عسكرية بيضاء للتموية وذكرت في يومياتها انها تعرضت لنيران صديقة بصواريخ كاتيوشا حيث قالت(الآن فهمت لماذا يخاف الالمان من الكاتيوشا، يالها من نيران!) وكانت شانينا تفكر بأستكمال دراستها الجامعية بعد الحرب، في تلك الفترة وصل رصيد شانينا إلى 59 قتيل بما في ذلك 12 جندي في معركة فيلنيوس، محلياً تمت الإشادة بإنجازاتها من قبل المراسل الحربي ايليا اهرنبرغ كذلك تم ذكرها أكثر من مرة في صحيفة كراسنايا زفيردا، الصحف الغربية أيضاً قامت بذكر مأثرها خصوصا الصحف الكندية التي كانت تصف شانينا بـ (الرعب المغيب في بروسيا الشرقية) على الرغم من ذلك لم تعر شانينا اهتماماً لشهرتها وقد ذكرت في يومياتها (ماذا فعلت في الواقع؟ ليس أكثر مما يفعلة الجندي السوفيتي الذي يقف دفاعاً عن الوطن الأم) كما كتبت (جوهر سعادتي هو القتال من اجل سعادة الاخريين. انة أمر غريب، لماذا في القواعد كلمة سعادة لاتصبح الا مفرد رغم ان ذلك يعارض معناها في كل شيء، إذا يتحول الموت إلى ضرورة لأسعاد الآخرين فأنا مستعدة لذلك)

## مقتلها
في مواجهة الهجوم السوفيتي على شرق بروسيا حصّن الألمان مواقعهم واشتدت مقاومتهم وقد ذكرت شانينا في يومياتها بأن المقاومة أصبحت شديدة والنيران كثيفة وذكرت أن كتيبتها فقدت 72 جندي من أصل 78 رغم ذلك قالت شانينا أنها غير خائفة وأنها ستقاتل الألمان حتى لو اضطرت للاشتباك معهم بالأيادي، في 27 يناير 1945 أُصيبت شانينا بشظية قذيفة عندما كانت تحاول حمل ضابط مدفعية مُصاب وقد عثر عليها جنديان سوفيتيان قاموا بنقلها إلى المستشفى وكانت إصابتها بليغة حيث اخترقت الشظية صدرها ومزّقتة ورغم كل المحاولات لإنقاذها إلّا أنها توفيت في اليوم التالي وقد ذكرت الممرضة أن شانينا عندما كانت تحتضر أعربت عن أسفها لإنها لم تقدّم سوى القليل، تم تبليغ والدتها بوفاتها ودفنت تحت شجرة كمّثرى على شاطئ نهر لأفا، وبعد الحرب تم نقل رفاتها إلى كالينينغراد ودُفنت هناك.

## تكريمها

الميدالية السوفيتية للشجاعة.

في الفترة 1964 -1965 نشأ اهتمام متجدد بشانينا في الصحافة السوفيتية ويعود ذلك الاهتمام إلى نشر يومياتها كما طلبت صحيفة كومسوموليتس سيفيرني من المعاصرين لشانينا كتابة ما يعرفوه عنها، وسُمّيت شوارع باسمها في أرخانجلسك، شانجالي، وستروييفسكويي، وتم افتتاح متحف مُكرّس لحياتها في مسقط رأسها في قرية ييدما. وعلّقت لوحات تذكارية لها في المدرسة التي درست فيها في قرية بيريزنيك، وتم ابتكار جائزة باسمها للمتفوقين في مسابقات الرماية، وفي عام 1985 نشر الكاتب السوفيتي نيكولاي زوافليوف رواية بعنوان (عاد بعد المعركة) كان قد اقتبس عنوانها من كلام شانينا (سوف أعود بعد المعركة) التي قالتها رداً على مذكرة من قائد الكتيبة الذي كان يحثها على العودة، كما تم بناء نصب تذكاري صغير لشانينا في مقاطعة أوستيانسكي، وفي عام 2013 تم بناء جدار تذكاري في أرخانجلسك. يضم صور المقاتلين القُدامى في الحرب من ضمنهم روزا شانينا.

## الحياة الشخصية

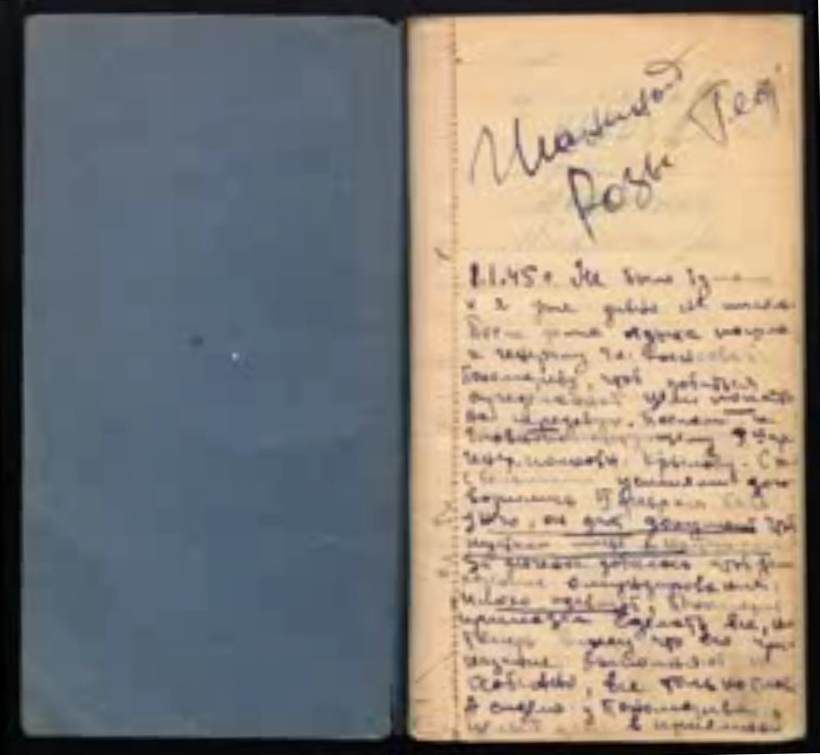
يوميات روزا شانينا

المراسل الحربي بيوتر مولتشانوف كان قد التقى مرات متعددة بشانينا على الجبهة وكان يصفها بأنها شخصية غير عادية وبأنها «عبقرية» وذات «طبيعة مشرقة» شانينا وصفت نفسها بأنها «متهوّرة وثرثارة» أثناء سنوات الجامعة. أمّا عن ميولها فكانت تهوى كرة الطائرة وتعشق الشعر الرومانسي خصوصا شعر ميخائيل ليرمنتوف الذي تعتبرة مثلها الأعلى، ووفقاً لشقيقاتها في السلاح روزا كانت دائما تُسمع وهي تغني الأغاني الشعبية السوفيتية أثناء تنظيفها لبندقيتها، أمّا بالنسبة لعلاقاتها فقد كانت على علاقة حب مع محارب يُدعى بانارين لكنة قُتل في إحدى المعارك وقد كتبت في يومياتها:(لا يمكنني أن أتقبّل أن ميشا بانارين لم يعد حياً بعد الآن، يا له من رجل جيد، لقد قُتل... كان يحبني وأنا أعلم ذلك.. قلبي ثقيل، أنا في العشرين لكن ليس لدي أي صديق مقرب) وفي النهاية ماتت شانينا عزباء بسبب الحرب التي أحبطت حياتها الشخصية.